# Robert G. Gagliano
Robert Gary Gagliano (1944) è un oncologo e astronomo statunitense.
Robert Gary Gagliano è un astrofilo, di professione oncologo, ora in pensione.

## Attività astronomica
Gagliano è un astrofilo di tipo particolare, quello che in lingua inglese viene denominato armchair astronomer, in lingua italiana astrofilo da poltrona: questa definizione può ingenerare equivoci in quanto gli astrofili da poltrona sebbene non osservino normalmente con gli strumenti possono essere estremamente attivi nella loro attività ed ottenere notevoli risultati come nel caso di Gagliano. Gagliano ha partecipato e partecipa a numerosi programmi di Citizen science incentrati sulla ricerca di oggetti celesti di tutti i tipi.

## Scoperte
I seguenti sono una parte dei risultati ottenuti da Gagliano:
° Progetto FMO (Fast Moving Object) del programma Spacewatch: il 23 aprile 2004 ha coscoperto l'asteroide 2004 HC33.
° SOHO: dal maggio 2004 all'agosto 2010 ha partecipato alla ricerca di comete nelle immagini in tempo reale della SOHO ma senza successo.
° programma POSS (Puckett Observatory Supernova Search) nel corso della sua partecipazione ha coscoperto:
- tra l'aprile 2005 ed il 20 novembre 2018 novantasei supernove[5][6][7][8][9][10].
- il 27 aprile 2009 una stella variabile nella Bilancia[11].
- il 22 settembre 2009 una stella variabile nel Pegaso[12].
- il 19 marzo 2018 una nova extragalattica in UGC 5470 (Leo I)[13][14].

° programma New Horizons KBO Search-Magellan/Clay: nel 2011 ha coscoperto 2011 HM102, un troiano di Nettuno .
° programma Ice Hunters: nel 2012 ha coscoperto due KBO, 2004 LV31 e 2004 LW31 .
° programma Planet Hunters dedicato alla ricerca di esopianeti tramite osservazioni effettuate dal satellite Kepler: ha coscoperto:
- il 22 marzo 2011 l'esopianeta KOI-2691 (KIC 4552729)[18][19][20].
- il 15 ottobre 2012 Kepler-64 b (PH1 o Planet Hunters 1), un pianeta orbitante in un sistema quadruplo di stelle (KIC 4862625)[21].
- nel 2015 Kepler-456 b (KIC 5951458)[22] e Kepler-457 b (KIC 8540376)[23].

° programma TESS dedicato anch'esso alla ricerca di esopianeti: ha coscoperto:
- nel marzo 2020 un nuovo tipo di pulsazioni nella stella HD 74423, una variabile Delta Scuti[24].
- nel giugno 2020 un sistema stellare triplo ad eclisse, TIC 209409435[25].
- nell'ottobre 2020 un sistema planetario con due pianeti, HD63433[26].
- nel novembre 2021 tre sistemi stellari tripli ad eclisse, TIC 193993801, TIC 388459317 e TIC 52041148[27].
- nel gennaio 2022 un pianeta gioviano caldo,  TOI-2180 b[28].
- nel febbraio 2022 novantasette sistemi stellari quadrupli[29].
- nell'aprile 2022 sei sistemi stellari tripli a eclisse: TIC 37743815, TIC 42565581, TIC 54060695, TIC 178010808, TIC 242132789 e TIC 456194776 [30].
- nell'agosto 2022 un sistema quadruplo di stelle, TIC 114936199 [31].
- nel marzo 2023 un sistema quadruplo di stelle, TIC 219006972 [32].
- nel marzo 2023 un pianeta gioviano caldo,  TOI-4127 b [33].
- nel settembre 2023 centouno sistemi stellari quadrupli ad eclisse [34].
- nel marzo 2024 sette sistemi stellari tripli a eclisse: TIC  133771812, TIC  176713425, TIC  185615681, TIC 287756035, TIC  321978218, TIC  323486857456194776 e TIC   650024463 [35].
- nel maggio 2024 un Giove caldo con orbita molto eccentrica, TIC 393818343 b  [36].
- nell'ottobre 2024 un sistema triplo: TIC 290061484 [37].

Il fatto che Gagliano risulti sempre solo come coscopritore deriva dal fatto che non avendo ottenuto personalmente le immagini da cui ha tratto le sue scoperte automaticamente coloro che le hanno riprese sono coscopritori. È possibile che Gagliano abbia partecipato con nickname anche ad altri programmi Citizen science con eventuali conseguenti ulteriori coscoperte.